# Concha de solvatação
Concha de solvatação é uma concha (revestimento) de qualquer espécie química atuando como um solvente, cercando uma espécie soluto.
Um clássico exemplo são moléculas de água solvatando um íon metálico. O átomo de oxigênio eletronegativo contido nas moléculas de água atrai eletrostaticamente a carga positiva no íon metálico. O resultado é a concha de solvatação das moléculas de água cercando o íon. Esta concha pode ser uma camada de algumas moléculas, dependendo da carga do íon.
Com outros solventes e solutos, variações de fatores estéricos e cinéticos podem afetar a concha de solvação. É um conceito muio útil em Bioquímica.
Uma curiosidade sobre tal conceito é que já foi usado para tentar explicar um possível mecanismo para as soluções usadas na homeopatia, nas quais tais conchas perpetuariam as formas das moléculas dissolvidas mesmo a extremas dissoluções e portanto, perpetuando também sua ação química.